# FK Gubkin
FK Gubkin (rusky Футбольный клуб «Губкин», Futbolnyj klub Gubkin) byl ruský fotbalový klub sídlící ve městě Gubkin. Klub byl založen v roce 1995, zanikl v roce 2013.

## Historické názvy
- 1995 – Lebedinec Gubkin
- 1996 – Kristall Gubkin
- 2001 – Gubkin

## Sezóny
| Sezóna  | Liga                        | Pozice | Z  | V  | R  | P  | VG | OG | B  | Ruský pohár | Evropa | Evropa |
| ------- | --------------------------- | ------ | -- | -- | -- | -- | -- | -- | -- | ----------- | ------ | ------ |
| 2006    | Vtoroj divizion – sk. Centr | 8.     | 34 | 12 | 11 | 11 | 41 | 48 | 47 |             |        |        |
| 2007    | Vtoroj divizion – sk. Centr | 5.     | 30 | 16 | 1  | 13 | 35 | 33 | 49 | 1/256       |        |        |
| 2008    | Vtoroj divizion – sk. Centr | 4.     | 34 | 20 | 7  | 7  | 62 | 28 | 67 | 1/256       |        |        |
| 2009    | Vtoroj divizion – sk. Centr | 4.     | 32 | 18 | 4  | 10 | 51 | 29 | 58 | 1/128       |        |        |
| 2010    | Vtoroj divizion – sk. Centr | 2.     | 30 | 16 | 8  | 6  | 53 | 32 | 56 | 1/128       |        |        |
| 2011/12 | PFL – sk. Centr             | 6.     | 39 | 16 | 10 | 13 | 43 | 38 | 58 | 1/64        |        |        |
| 2012/13 | PFL – sk. Centr             | 12.    | 30 | 10 | 7  | 13 | 34 | 40 | 37 | 1/64        |        |        |